# Stylogyne viridis
Stylogyne viridis är en viveväxtart som först beskrevs av Cyrus Longworth Lundell, och fick sitt nu gällande namn av J.M. Ricketson och J.J. Pipoly. Stylogyne viridis ingår i släktet Stylogyne och familjen viveväxter. Inga underarter finns listade i Catalogue of Life.